# چکاوک گنجشکی گوش‌سیاه
چکاوک گنجشکی گوش‌سیاه (نام علمی: Eremopterix australis) نام یک گونه از سرده چکاوک‌های گنجشکی است.